# 正妹CEO
《正妹CEO》（英語：Girlboss）是一部改編自蘇菲亞·阿莫魯索同名回憶錄的美國電視喜劇，由凱·卡農開創，於2017年4月21日在Netflix開播。6月24日，本劇正式被Netflix取消。

## 故事
描述桀傲不馴、口袋卻空空的蘇菲亞·馬羅，面對初入這扼殺夢想的社會，她該如何靠著天生硬骨的個性，以販售二手衣的熱情，奮力打造網路生意，成為一位不可思議的正妹CEO，並了解當老闆的價值與困難，以成功打下屬於自己的零售時尚帝國。

## 卡司

### 主要角色
- 布麗特·羅伯森 飾演 蘇菲亞·馬羅（Sophia Marlowe）

1983年2月27日出生，是個叛逆、打破成規及拒絕長大的女孩。
- 艾莉·李德（Ellie Reed） 飾演 安妮（Annie）

蘇菲亞的摯友，是個狂野又愛跑趴的女孩。
- 強尼·西蒙斯 飾演 夏恩（Shane）

獨立樂團經理，偶會擔任鼓手，與蘇菲亞約會。
- 阿方索·麥考利（英语：Alphonso McAuley） 飾演 達克斯（Dax）

酒吧調酒師，安妮的男友。

### 常設人物
- 露易絲·馥萊雪 飾演 蘿西（Rosie）

一名強勢的老太太，看不慣蘇菲亞這類年輕人的心態。
- 迪恩·諾里斯 飾演 傑·馬羅（Jay Marlowe）

蘇菲亞的父親，非常擔心蘇菲亞的未來，因此常和蘇菲亞有所摩擦。
- 梅蘭妮·萊恩斯基 飾演 蓋兒（Gail）

線上懷舊（RemembrancesOnline）經營人，復古時尚論壇版主。
- 魯保羅·查爾斯 飾演 萊昂納爾（Lionel）

蘇菲亞的鄰居，機場安檢人員。
- 吉姆·拉許（英语：Jim Rash） 飾演 莫比亞斯（Mobias）

二手衣店老闆。
- 諾姆·麥克唐納 飾演 瑞克（Rick）

藝術大學書店警衛，蘇菲亞最好也是最後一個老闆。
- 科爾·埃斯科拉（英语：Cole Escola） 飾演 奈森（Nathan）

對藝術有著遠大抱負的藝術大學中輟生，蘇菲亞的朋友。
- 妮可·沙利文（英语：Nicole Sullivan） 飾演 泰瑞莎（Teresa）

奈森的母親，與兒子的關係相當緊密。
- 理查德·惠爾頓（英语：Richard Wharton (actor)） 飾演 伯特·凱約特（Burt Coyote）

碼頭擁有者，Nasty Gal辦公室的房東。
- 可莎·帕特爾（Kosha Patel） 飾演 卡薇·辛格（Kaavi Singh）

畢業於常春藤盟校的網頁設計師，Nasty Gal的員工。
- 亞曼達·瑞（Amanda Rea） 飾演 貝蒂娜（Bettina）

蘇菲亞的御用模特兒。
- 米雪兒·馬塞多（英语：Macedo (musical group)） 飾演 史黛芬妮（Stephanie）

夏恩經紀之樂團成員。
- 梅麗莎·馬塞多（英语：Macedo (musical group)） 飾演 史黛西（Stacie）

夏恩經紀之樂團成員。

## 製作

### 製作與開發
2016年2月4日，宣布《歌喉讚》編劇凱·卡農將攜手莎莉·賽隆為Netflix開發以蘇菲亞·阿莫魯索的暢銷回憶錄《正妹CEO》作為靈感的同名喜劇，卡農除執筆首集外，將擔任本劇節目統籌，並與賽隆、貝絲·科諾、拉芙恩·麥金儂及阿莫魯索共同擔任執行製作。故事將講述蘇菲亞如何從一個如生活在垃圾堆中的貧窮女孩，透過eBay經營「壞女孩二手衣」（Nasty Gal Vintage），成功翻身為引領洛杉磯潮流的時尚帝國「Nasty Gal」之CEO。6月7日，本劇已獲全季13集預訂，並由克利斯汀·帝特執導。

### 選角
2016年6月7日，宣布布麗特·羅伯森將飾演叛逆、打破成規及拒絕長大的女主角蘇菲亞。6月15日，宣布《我們這一家》阿方索·麥考利將擔綱主要角色，飾演與蘇菲亞的好友安妮拍拖的一名帥氣調酒師達克斯。6月22日，宣布強尼·西蒙斯飾演獨立樂團經理兼偶任鼓手的夏恩，其將和蘇菲亞發展情愫。6月28日，宣布艾莉·李德將飾演蘇菲亞狂野又愛跑趴的好友安妮。7月8日，宣布迪恩·諾里斯將飾演總是和蘇菲亞處於對立面的父親傑。

### 拍攝
於2016年6月在舊金山及洛杉磯展開拍攝。

## 集數
| 集數 （季） | 標題                               | 導演          | 編劇                  | 上線日期      |
| --- | ---------------------------------- | ------------- | --------------------- | ------------- |
| 1 | 蘇菲亞 Sophia                      | 克利斯汀·帝特 | 凱·卡農               | 2017年4月21日 |
| 23歲的蘇菲亞，對成人世界充滿著埋怨，而她在鞋店上班時，不僅上網、講私人電話，還偷吃上司的食物，態度強硬的她因此丟了工作。蘇菲亞的父親傑相當擔心她，但蘇菲亞認為自己尚在找尋適合自己的人生以及夢想的出口。回到家的蘇菲亞，收到房東的迫遷通知，處境似乎岌岌可危。早前，她在二手衣店找到了一件原版70年代皮夾克，於是她心生一計，決定自己拍沙龍照，然後放上eBay競價拍賣。 特別客串：露易絲·馥萊雪 飾演 蘿西、迪恩·諾里斯 飾演 傑 |                                    |               |                       |               |
| 2 | 疝氣 The Hern                      | 克利斯汀·帝特 | 凱·卡農               | 2017年4月21日 |
| 正當蘇菲亞為自己在eBay獲得的極高競價而高興，認為自己的人生終於要起飛時，她發現自己身上長了一顆腫塊。找尋不到特別的古著的蘇菲亞，在一場遺物銷售會上尋找華麗的古董服飾，結果身上的腫塊卻越來越疼。蘇菲亞來到免費診所檢查，得知自己罹患腹股溝疝，然而開刀費用之昂貴，蘇菲亞又因沒有工作而未有醫療保險，這讓好不容易充滿希望的蘇菲亞瞬間跌落谷底。 |                                    |               |                       |               |
| 3 | Thank You, San Francisco           | 克利斯汀·帝特 | 凱羅蘭·威廉斯         | 2017年4月21日 |
| 尚未想到eBay店名的蘇菲亞，與夏恩踏上舊金山的街道尋覓靈感，感受這個城市的風情。他們誤闖罪犯藏匿處，到訪觀光景點，嘗試在這個熟悉的城市尋找樂子。當蘇菲亞對好不容易獲取靈感的第一個店名感到不滿時，夏恩受到蘇菲亞對自我感到質疑的情緒波及，而蘇菲亞更表明這一整天的相處並非一場約會。在夏恩對蘇菲亞的行為感到困惑之時，他們來到了俱樂部，而蘇菲亞在和表演者一同狂歡後，終於得到了靈感，並回應了夏恩的感情，而她的eBay商店則決定取名為「Nasty Gal」。                                                                                          |                                    |               |                       |               |
| 4 | Ladyshopper99                      | 史蒂芬·土田   | 索尼·李               | 2017年4月21日 |
| 蘇菲亞在應付麻煩的準新娘—女客99之餘，認識了一名因繳不出學費而被退學的學生奈森。奈森與母親的關係親密，這令親子關係不睦的蘇菲亞難以想像。蘇菲亞必須設法除去被女客99退回之婚紗上的污漬，並趕在婚禮前送達女客99手中，以防她網路商店的評價受到影響。 |                                    |               |                       |               |
| 5 | Top 8                              | 史蒂芬·土田   | 艾班·羅素             | 2017年4月21日 |
| 安妮為蘇菲亞未將自己列入MySpace好友前八名而賭氣，這令蘇菲亞開始回顧兩人的友情歷程。蘇菲亞和安妮於棒球場的監牢相識，隨後成為了好友，並一同經歷許多瘋狂的青春回憶，其中還包括多災多難的科切拉音樂節公路之旅。於公路之旅共患難的蘇菲亞與安妮，友誼更加地堅定，這也讓反思兩人友情的蘇菲亞，決定應安妮的要求，將她加入好友前八名的列表，以示安妮對自己的重要性。 |                                    |               |                       |               |
| 6 | 百分之五 Five Percent              | 約翰·瑞吉     | 凱·卡農               | 2017年4月21日 |
| 在夏恩準備展開巡演之際，蘇菲亞與夏恩摸索他們「隨性」的關係。蘇菲亞預計在取得保險卡後，辭去藝術大學書店的櫃台工作，這令瑞克感到不捨，而奈森則意識到自己不該拘泥於藝術大學。蘇菲亞的服飾一直未能售出，這令她相當苦惱，而達克斯則試著讓蘇菲亞了解市場的運作。蘇菲亞希望自己是那百分之五存活的事業家，並在網路商店銷售不順而情緒不穩時，疝氣爆發而入院。傑照顧了蘇菲亞一晚，並期待蘇菲亞能有所作為，而蘇菲亞也下定決心辭去書店工作，好好專注於經營Nasty Gal。 特別客串：迪恩·諾里斯 飾演 傑                                                    |                                    |               |                       |               |
| 7 | Long-Ass Pants                     | 亞曼達·布洛奇 | 傑克·佛戈奈斯特       | 2017年4月21日 |
| Nasty Gal開始受到歡迎，然而身為古董衣時尚論壇一員的網路商店競爭業者蓋兒，卻不請自來。蓋兒認為蘇菲亞修改古著的行為褻瀆了其價值，不甘被如此評論的蘇菲，帶著老古板又乖乖牌的蓋兒，上街認識這座城鎮與自己。 |                                    |               |                       |               |
| 8 | The Trip                           | 亞曼達·布洛奇 | 喬安娜·卡洛           | 2017年4月21日 |
| 蘇菲亞、安妮與達克斯展開公路旅行，前往洛杉磯探訪正在巡演的夏恩。安妮發現達克斯理性的個性和自己不合，但透過冰毒的探索，兩人確認了彼此的愛。蘇菲亞和夏恩在度過春宵後，卻因薯條而陷入爭執，這令蘇菲亞不得不正視自己個性上的缺陷。 |                                    |               |                       |               |
| 9 | Motherfuckin' Bar Graphs           | 潔米·巴比特   | 珍·布蕊登             | 2017年4月21日 |
| 蘇菲亞的租屋處已無法容納她逐漸壯大的事業，因此她必須尋覓新處所，但卻在租屋時遇上信用問題，並得尋找連署人。蘇菲亞借助達克斯的專業，了解生意經營的模式，好說服父親擔任她的連署人，並找來夏恩緩頰用餐氣氛。傑擔心蘇菲亞半途而廢，因此打算用自己的名義租下辦公室，這令蘇菲亞感到不滿而作罷。蘇菲亞氣憤之餘，接受安妮的提議下，決定向伯特租下碼頭旁的破舊倉庫，作為她開展事業的第一步。 |                                    |               |                       |               |
| 10 | 復古時尚論壇 Vintage Fashion Forum | 潔米·巴比特   | 凱羅蘭·威廉斯 索尼·李 | 2017年4月21日 |
| 由蓋兒擔任版主的復古時尚論壇大肆批評蘇菲亞，並想方設法扳倒Nasty Gal，看不下去的安妮便以理性的態度為她發聲。無酬協助蘇菲亞經營Nasty Gal的安妮，因享受與蘇菲亞共事，而考慮自薦成為Nasty Gal的正式員工，並婉拒美妝店的升職機會，即便在化妝品事業駐足是她的夢想。未珍視安妮之付出的蘇菲亞拒絕雇用她，這令安妮感到失望，並在復古時尚論壇上詆毀Nasty Gal，氣不過的蘇菲亞，因此說出了傷人的話語，使她頓失友情。在蘇菲亞威脅復古時尚論壇的所有成員後，蓋兒及時關閉論壇，並暗中聯手其他成員，舉發Nasty Gal違反條約，使得Nasty Gal遭到eBay永遠關閉。 |                                    |               |                       |               |
| 11 | 垃圾人 Garbage Person              | 潔米·巴比特   | 凱·卡農 艾班·羅素     | 2017年4月21日 |
| 聖誕佳節到來，被eBay封鎖帳號的蘇菲亞，在與蓋兒爭論過後，決定拜訪擔任劇場演員的母親凱薩琳·唐寧，尋求人身的解答。蘇菲亞試圖透過離家的母親，確認自己是否是個「垃圾人」，並從凱薩琳孤獨又混亂的生活中，得到領悟。蘇菲亞感謝蓋兒的陰招，決定闖出自己的一片天，並試著與關心自己的父親維繫關係。 特別客串：迪恩·諾里斯 飾演 傑 |                                    |               |                       |               |
| 12 | 碰撞 I Come Crashing               | 克利斯汀·帝特 | 凱·卡農               | 2017年4月21日 |
| 在蘇菲亞為自私的行為致歉後，安妮選擇原諒她，並正式成為Nasty Gal的員工。蘇菲亞必須趕在財務耗盡前，準備就緒，重新出發。安妮雇用網頁設計師卡薇來替Nasty Gal架設網站，而蘇菲亞必須學著聽取專業人士的意見，並懂得如何按耐情緒、當個老闆。蘇菲亞與夏恩各自忙碌於彼此的事業，也都面臨著困境，但當蘇菲亞抽空參訪錄製樂團試唱帶的夏恩時，卻撞見女團員正替夏恩進行口交。 |                                    |               |                       |               |
| 13 | 上線 The Launch                    | 克利斯汀·帝特 | 凱·卡農               | 2017年4月21日 |
| 忙於工作的蘇菲亞無心處理私人情感，但在蘿西的指點下，她選擇正視傷痛，向夏恩開誠布公。Nasty Gal的網站終於上線，存貨亦在當日銷售一空，而協助籌辦派對的奈森也加入了Nasty Gal的團隊。在大夥慶祝Nasty Gal發表之際，蘇菲亞終於有了抒發情緒的時間。蘇菲亞嘗試與夏恩釐清感情問題，即便他們仍愛著彼此，但夏恩對蘇菲亞造成了無法抹滅的傷痛，兩人也只能就此分道揚鑣。Nasty Gal跨出了成功的一步，並獲得廣大顧客的支持，蘇菲亞正準備展翅高飛。 特別客串：露易絲·馥萊雪 飾演 蘿西                                                                         |                                    |               |                       |               |

## 評價
本劇獲得電視影評家許多差評。於爛番茄整合的評論中，僅獲得31%的新鮮度、平均得分5.94/10（26名評論家），影評家共識：「《正妹CEO》擁有自身的魅力，但卻被主角有問題的根本行為消磨殆盡。」於Metacritic整合的評論中，獲得了53分（滿分100；13名評論家），屬好壞參半的評價。
雖然多數的評論家對本劇角色之個性有所異議，但普遍給予布麗特·羅伯森的演技好評。〈紐約郵報〉珍妮佛·萊特（Jennifer Wright）稱蘇菲亞的自私個性為“女權的敗筆”，不過〈聯邦黨人〉艾咪·奧托（Amy Otto）則認為此凸顯了資本主義下的女性寫照。

## 外部連結
- 官方网站
- 互联网电影数据库（IMDb）上《正妹CEO》的资料（英文）